# Domusnovas
Domusnovas (sardinski: Domusnòas) je grad i općina (comune) u pokrajini Južnoj Sardiniji u regiji Sardiniji, Italija. Nalazi se na nadmorskoj visini od 52 metra i ima populaciju od 6 213 stanovnika.
 Prostire se na teritoriju od 80,59 km². Gustoća naseljenosti je 77 st/km².
Susjedne općine su: Fluminimaggiore, Gonnosfanadiga, Iglesias, Musei, Vallermosa, Villacidro i Villamassargia.